# International Association for Assyriology
Die International Association for Assyriology (IAA) ist eine gemeinnützige, unpolitische Organisation mit Sitz in Leiden, die im Juli 2003 gegründet wurde, um „die Bereiche Keilschriftstudien, altorientalische Geschichte und Archäologie auf internationaler Basis zu fördern und als Vertretungsorgan für diese Bereiche gegenüber nationalen, internationalen und privaten Institutionen sowie der Öffentlichkeit zu fungieren.“
Nach Angaben der Union of International Associations wurde diese Organisation im „Juli 2003, [in] London (UK), während des Internationalen Kongresses für Assyriologie und Vorderasiatische Archäologie (RAI)“ gegründet und „nach niederländischem Recht registriert.“
Das IAA veranstaltet jährlich einen Kongress, den Rencontre Assyriologique Internationale, der Wissenschaftler aus aller Welt an Zentren der Nahostforschung versammelt. Verbände und Gesellschaften sind angeschlossen wie die American Oriental Society, das British Institute for the Study of Iraq, die Deutsche Orient-Gesellschaft, die Israel Society for Assyriology and Ancient Near Eastern Studies und La Société pour l'étude du Proche-Orient ancien.

## Liste der Präsidenten
- Cécile Michel
- Walther Sallaberger
- Jack M. Sasson
- Åke W. Sjöberg

## Ehrenamtlicher Rat
- M. Roaf (2018)
- J. Klein (2017)
- W. Van Soldt (2017)
- I. Winter (2017)
- E. Leichty † (2016)
- D. Collon (2016)
- J. S. Cooper (2016)
- H. Hunger (2015)
- S. Zawadzki (2015)
- D. Owen (2014)
- J. Sasson (2014)
- B. Kienast † (2013)
- C. Wilcke (2012)
- J. D. Hawkins (2011)
- W. W. Hallo † (2010)
- W. G. Lambert † (2009)
- K. R. Veenhof (2007)
- E. Reiner† (2005)
- A. Sjöberg † (2005)
- P. Garelli (2004)